# Piotr (Musteață)
Piotr, imię świeckie Valeriu Musteață, Валерий Иванович Мустяцэ (ur. 29 października 1967) – mołdawski biskup prawosławny.

## Życiorys
Absolwent seminarium duchownego w Odessie. Nominowany na biskupa nisporeńskiego, wikariusza eparchii kiszyniowskiej, został 6 października 2005 przez Święty Synod Rosyjskiego Kościoła Prawosławnego. Jego chirotonia biskupia odbyła się 13 listopada 2005 w soborze Narodzenia Pańskiego w Kiszyniowie pod przewodnictwem patriarchy moskiewskiego i całej Rusi Aleksego II.
6 października 2006 został ordynariuszem eparchii Ungheni i Nisporeni. Urząd pełnił do sierpnia 2007, gdy decyzją Synodu został pozbawiony funkcji. Otrzymał tytuł biskupa Hîncu, wikariusza eparchii kiszyniowskiej, zaś jako miejsce jego stałego pobytu wskazano monaster św. Paraskiewy w Hîncu.
24 grudnia 2010 Synod ponownie wyznaczył go do objęcia katedry Ungheni i Nisporeni. W 2011 został ponadto pierwszym przewodniczącym komisji Mołdawskiego Kościoła Prawosławnego ds. kanonizacji.
16 maja 2021 został podniesiony do godności arcybiskupa.